# Raffaello Menochio
Raffaello Menochio (Torino, 24 ottobre 1858 – Carmagnola, 20 novembre 1943) è stato uno storico e ingegnere italiano.

## Biografia
Figlio dell'avvocato Pier Luigi e di Giuseppina Sobrero, si laureò nel 1884 in ingegneria industriale, lavorò a Prato incaricato dal Ministero di organizzare la regia Scuola di tessitura e tintoria. Tornato a Carmagnola divenne Presidente della Commissione Censuaria.
Come ingegnere scrisse molte relazioni e, di una delle sue pubblicazioni in tale materia, "Evoluzione dell'imposta fondiaria in Piemonte dalle origini fino alla perequazione attuale, 1905" Paolo Boselli scrisse che sia "di molto merito e di molta importanza; mancava un lavoro così compiuto ed esatto e lo eseguì con lunghe ricerche e con pratico acume. Le sue pagine sono dense di cifre e formano uno studio veramente ponderato e sicuro.".

## Opera
Nel 1890 pubblicò Memorie storiche della città di Carmagnola, una storia che, come scrisse Bartolomeo Bertalmia, fu "sviluppata su documenti in parte inediti, espressa con stile apparentemente uniforme. Ma qua e là tra le righe qualche volta si coglie un palpito di poesia, che illumina dall'alto una situazione, che dà calore di vita ad un avvenimento".
Memorie storiche della città di Carmagnola rimane la più completa e fedele storia di questa città nei suoi rapporti con il Marchesato di Saluzzo, il Delfinato,  il Ducato di Savoia, il Regno di Sardegna e il Regno d'Italia. Molto importanti i documenti, spesso inediti, prodotti dallo studioso; le cessioni di terre di Carmagnola nel 1034 all'Abbazia di Nonantola, la donazione nel 1044 della Contessa Adelaide di Susa al monastero di S. Maria di Cavour della cappella di S. Giovanni di Carmagnola, le donazioni di Pietro e Liberto Granetto de Gerbo nel 1160, Il diploma di Federico I di Svevia di confermazione nel 1163 a favore dei marchesi di Romagnano, l'investitura nel 1194 di Manfredo II di Saluzzo ad Umberto marchese di Romagnano, il compromesso nel 1203 tra Manfredo II di Saluzzo e gli uomini di Carmagnola, l'atto del 1244 nel quale Bonifacio II di Monferrato in casa di Bongioanni Granetto riceve dalla contessa Beatrice di Saluzzo (Beatrice di Savoia (1223-1259)), il giuramento di fedeltà a nome del figlio Tommaso I di Saluzzo, la sentenza arbitramentale pronunciata nel 1312 da Manfredo IV di Saluzzo, colla quale si determinano le famiglie nobili di Carmagnola e quelle appartenenti ai quattro ospizi, e si stabilisce che in consiglio debbano sedere 20 nobili e 20 popolani, il Trattato preliminare di dedizione di Carmagnola al Delfino Viennese e al Re dei Franchi del 1375, le Patenti di Carlo V di Francia  per la restituzione al Marchese di Saluzzo di Carmagnola del 1403, le concessioni di Federico III d'Asburgo al Monastero di Casanova del 1472, la bolla di Sisto IV con cui concede ai marchesi di Saluzzo il patronato dell'Abbazia di Casanova nel 1484.
Molto interessanti le sue pagine dedicate alla Battaglia di Ceresole, vinta dai francesi nel 1544 sugli spagnoli che segnò la fine del marchesato di Saluzzo, all'occupazione della città da parte del generale Catinat e alla soppressioni dei conventi da parte di Napoleone.